# Омерта
Омерта́ (італ. omertà мужність, честь) — кодекс честі, закон мовчання сицилійської та італійської мафії. Основне положення негласного закону честі мафії — мовчання, нерозголошення даних про кримінальну діяльність. Омерта, як кодекс честі мафії, знайшла відображення у численних літературних творах і фільмах.

## Історичні дані
Термін омерта виник у Сицилії в 16 сторіччі під час іспанського панування. Мафія загалом, і негласний закон мовчання та відмови від співпраці з владою, зокрема, виник внаслідок жорстокого поводження іноземних окупантів з місцевим населенням. Негласні закони мафії, такі як омерта, виникли через втрату довіри населення до законної влади, почуття безпорадності перед можновладцями. Закони мафії дозволяли пригніченим людям із бідних регіонів Сицилії зберегти свою гідність, пропонували певну стабільність та структуру у взаємовідношенні між членами різних підпільних та злочинних угрупувань.

## Основні положення
Значення омерти побудовано на тому принципі, що держава, влада, закони і приватне життя громадян несумісні речі. Кожна людина мала сама відстоювати свою гідність згідно з неписаними законами мафії: вендети, омерти, без співпраці з владою:
|  | "Той, хто чекає помочі від закону для власного захисту або дурень, або боягуз. Той, хто не може постояти за себе без допомоги поліції — дурень і боягуз. Видавати свого кривдника поліції — боягузтво, навіть якщо кривдник є небезпечним для тебе, оскільки так ти не зможеш відповісти кров'ю за кров. Видавати ім'я вбивці поліції є проявом боягузтва, навіть якщо він поранив тебе, тому що якщо ти одужаєш ти зможеш помститися. Той, хто був поранений повинен сказати своєму кривдникові: "Якщо я виживу, я вб'ю тебе! Якщо я помру, я прощаю тебе!". |

Звинувачення у порушенні закону омерти вважалося найгіршою образою гідності чоловіка. Кожен мав сам захищати власну гідність без допомоги влади. Кожна скривджена людина мала сама помститися за заподіяні кривди, або знайти когось іншого, хто помстився б за неї. Вважалося соромом видавати поліції навіть найлютіших та найсмертельніших ворогів. Порушення закону омерти часто було автоматичним смертним вироком порушникові з боку мафії.

## У популярній культурі
Маріо П'юзо написав романи, які оберталися навколо принципів омерти та Коза Ностри, серед його найвідоміших творів: трилогія «Хрещений батько» (1969), роман «Сицилієць» (1984) та «Омерта» (2000).
У відеогрі 2010 року Fallout: New Vegas зображено групу гангстерів, відомих як Омертас. Також дев'ятий розділ відеогри Mafia (2002) має назву «Омерта».
Шведський метал-гурт Katatonia випустив пісню «Omerta», яка увійшла до альбому «Viva Emptiness» (2003). Пісня розповідає про вигадане вбивство інформатора мафії, який порушив омерту. Американський хеві-метал-гурт Lamb of God також має пісню під назвою «Omerta», яка увійшла до їхнього третього студійного альбому «Ashes of the Wake» (2004). Пісня починається зі слів вокаліста Ренді Блайта, який дає визначення омерті.
2019 року канадський репер Drake випустив пісню «Omertà», що увійшла до міні-альбому The Best in the World Pack.
2020 року іспанська співачка Розалія та американський репер Тревіс Скотт випустили пісню «TKN», що розповідає історію ганстерської родини. У пісні Розалія співає: «Más te vale no romper la omertá», що перекладається як «Краще б тобі не порушити омерту».